# Hadena incerta
Hadena incerta är en fjärilsart som beskrevs av Otto Staudinger 1896. Hadena incerta ingår i släktet Hadena och familjen nattflyn. Inga underarter finns listade i Catalogue of Life.